# دونهام (چشر)
دَوِنهام، چِشِر (به انگلیسی: Davenham) یک روستا و محلهٔ مدنی در بریتانیا است که در چِشِر غربی و چِستِر واقع شده‌است. دونهام ۲٬۷۴۵ نفر جمعیت دارد.